# Ван де Блак, Эммануэл
Эммануэл ван де Блак (нидерл. Emmanuel van de Blaak; род. 15 февраля 2005) — нидерландский футболист, защитник.

## Клубная карьера
Ван де Блак начинал футбольную карьеру в командах «Адвендо» и ЙЕКО, а в 2015 году перешёл в академию «Виллема II».
Летом 2020 года перешёл в ПСВ. 16 августа 2021 года в матче против «Ден Босха» он дебютировал в Эрстедивизи за дублирующий состав. 14 июля 2022 года продлил контракт с клубом до середины 2025 года. 3 ноября 2022 года в поединке Лиги Европы против норвежского «Будё-Глимт» Эммануэл дебютировал за основной состав.

## Статистика выступлений
| Клуб             | Сезон            | Лига | Лига | Кубок | Кубок | Европейские кубки | Европейские кубки | Итого | Итого |
| Клуб             | Сезон            | Игры | Голы | Игры  | Голы  | Игры              | Голы              | Игры  | Голы  |
| ---------------- | ---------------- | ---- | ---- | ----- | ----- | ----------------- | ----------------- | ----- | ----- |
| Йонг ПСВ         | 2021/22          | 11   | 0    | —     | —     | —                 | —                 | 11    | 0     |
| Йонг ПСВ         | 2022/23          | 12   | 0    | —     | —     | —                 | —                 | 12    | 0     |
| Йонг ПСВ         | 2023/24          | 31   | 2    | —     | —     | —                 | —                 | 31    | 2     |
| Йонг ПСВ         | 2024/25          | 35   | 0    | —     | —     | —                 | —                 | 35    | 0     |
| Йонг ПСВ         | Итого            | 89   | 2    | —     | —     | —                 | —                 | 89    | 2     |
| ПСВ              | 2022/23          | 0    | 0    | 0     | 0     | 1                 | 0                 | 1     | 0     |
| ПСВ              | Итого            | 0    | 0    | 0     | 0     | 1                 | 0                 | 1     | 0     |
| Всего за карьеру | Всего за карьеру | 89   | 2    | 0     | 0     | 1                 | 0                 | 90    | 2     |